# Мала Вільшанка (Обухівський район)
Мала́ Вільша́нка — село в Україні, в Обухівському районі Київської області. Населення становить 480 осіб.
У 1527 році у битві на річці Ольшаниці, біля нинішньої Малої Вільшанки, гетьман Костянтин Острозький переміг татарську орду, знищивши 24 тисячі татар і визволивши 40 тисяч бранців із полону. На честь цієї події 14 жовтня 2008 року в селі було встановлено пам'ятний знак.

## Населення

### Мова
Розподіл населення за рідною мовою за даними перепису 2001 року:
| Мова            | Кількість | Відсоток |
| --------------- | --------- | -------- |
| українська      | 629       | 99.21%   |
| російська       | 4         | 0.63%    |
| інші/не вказали | 1         | 0.16%    |
| Усього          | 634       | 100%     |

## Географія
На північно-східній околиці села бере початок річка Вільшанка.

## Галерея

Храм успіння Божої Матері
Дзвіниця
Пам'ятний знак на честь Костянтина Острозького